# Tituly a vyznamenání Artura Sasko-Koburského

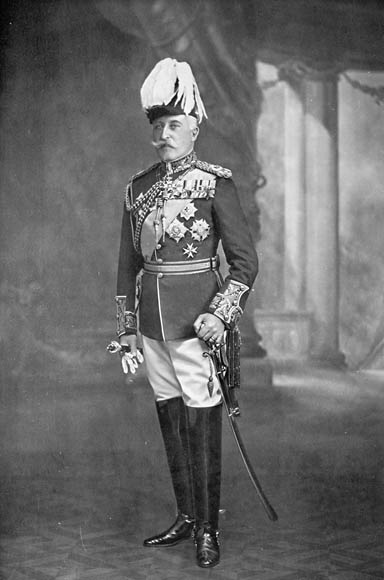
Princ Arthur v uniformě polního maršála s řadou vyznamenání.

Princ Arthur, vévoda z Connaughtu a Strathearnu, vyšší důstojník britské armády, generální guvernér Kanady a příslušník britské královské rodiny se narodil jako třetí syn královny Viktorie. Během svého života obdržel řadu titulů a vyznamenání.

## Jméno
Dne 22. června 1850 byl princ Arthur pokřtěn v kapli Buckinghamského paláce křestním jménem Arthur William Patrick Albert. Jakožto příslušník britské královské rodiny nepoužíval příjmení, a to až do 17. července 1917, kdy král Jiří V. vyhlásil, že všichni potomci královny Viktorie v mužské linii budou nadále používat příjmení Windsor.

## Tituly
- 1. května 1850 – 24. května 1874: Jeho královská Výsost princ Arthur
- 24. května 1874 – 16. ledna 1942: Jeho královská Výsost vévoda z Connaughtu a Strathearnu

Jako syn královny byl od svého narození držitelem titulu princ s oslovením královská výsost. Titul prince byl pro syny panovníků používán již od dob Tudorovců a zformalizován byl královským patentem ze dne 30. listopadu 1917.
Po svém otci také nesl titul princ sasko-kobursko-gothajský a vévoda saský, který mohl používat do 17. července 1917. V tento den král Jiří V. zrušil používání všech německých titulů.
24. května 1874 se princ Arthur stal vévodou z Connaughtu a Strathearnu a hrabětem ze Sussexu. Jakožto vévoda královského původu bylo jeho formální oslovení Most High, Most Mighty, and Illustrious Prince Arthur William Patrick Albert, Duke of Connaught and Strathearn and Earl of Sussex.

## Vojenské hodnosti

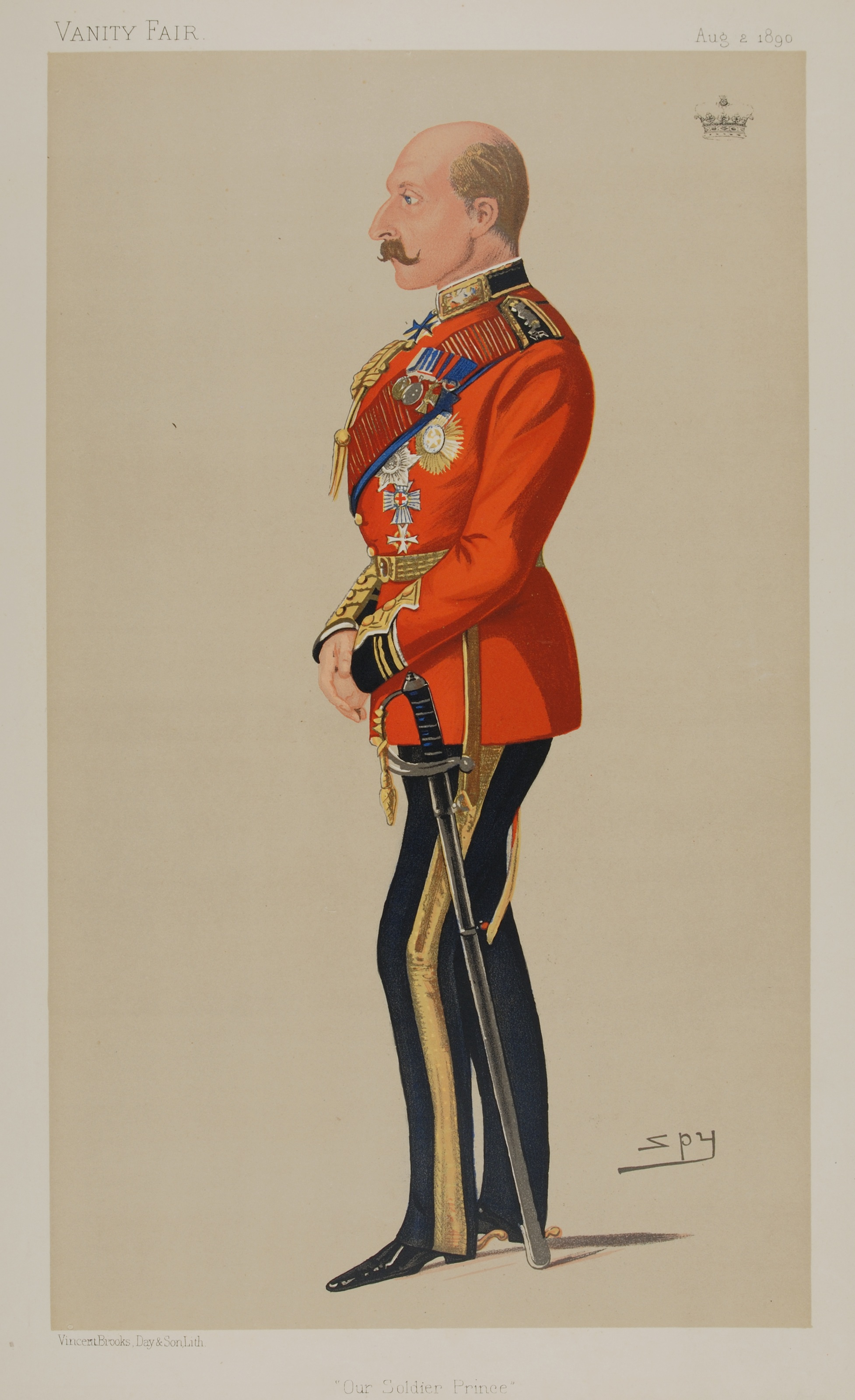
Vévoda jako plukovník Skotské gardy, 1890

### Hodnosti a jednotky
- 1866: kadet Royal Military Academy ve Woolwichi[8]
- 19. června 1868: poručík, Royal Engineers[9]
- 2. listopadu 1868: poručík, Royal Regiment of Artillery[10]
- 3. srpna 1869: poručík, Rifle Brigade[11]
- 1. května 1871: kapitán, Rifle Brigade[12]
- 14. dubna 1874: kapitán, 7th Queen's Own Hussars[13]
- 7. srpna 1875: major, 7th Queen's Own Hussars[14]
- 27. září 1876: podplukovník, Rifle Brigade[15]
- 29. května 1880: generálmajor, britská armáda[16]
- 14. prosince 1886: generálporučík, britská armáda (lokální hodnost během velení jednotkám v Bombaji)[17]
- 1. dubna 1889: generálporučík, britská armáda[18]
- 1. dubna 1893: generál, britská armáda[19]
- 26. června 1902: polní maršál, britská armáda[20]

### Čestné pozice

#### Osobní pobočník
- 26. května 1876: královny Viktorie[8]
- 1901: krále Eduarda VII.
- 3. června 1910: krále Jiřího V.[21]
- 1936: krále Eduarda VIII.[22]

#### Zahraniční hodnosti
- čestný generál švédské armády – červen 1905[8]
- polní maršál pruské armády – 12. září 1906[8]

## Vyznamenání

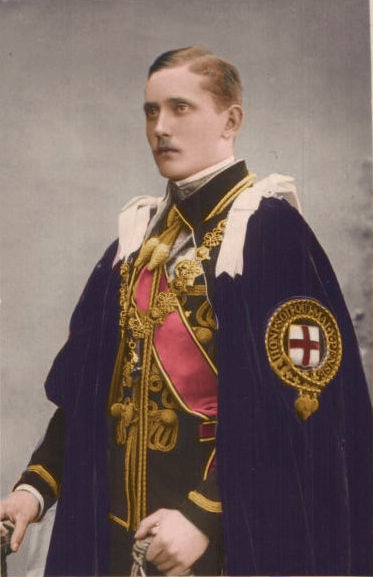
Princ Artur v plášti Podvazkového řádu

### Britská vyznamenání
- rytíř Podvazkového řádu – 31. května 1867[23]
- rytíř Řádu bodláku – 24. května 1869[24]
- rytíř Řádu svatého Patrika – 30. března 1868[25]
- rytíř velkokříže Řádu svatého Michala a svatého Jiří – 18. dubna 1870[26]
- Medaile za všeobecnou službu Kanadě se sponou FENIAN RAID 1870 – 1870
- rytíř-velkokomandér Řádu indické hvězdy – 1. ledna 1877[27]
- Medaile Jižní Afriky – 1877
- Medaile Egypta se sponou Battle of Tel el-Kebir – 1882
- Medaile za dlouho službu a dobré chování –  1883
- rytíř-velkokomandér Řádu Indické říše – 21. června 1887[28]
- Odznak doborovolných důstojníků – 27. května 1892
- Nejctihodnější řád sv. Jana Jeruzalémského II. třídy – 23. března 1896[29]
- rytíř velkokříže Královského Viktoriina řádu – 6. května 1896[30]
- Medaile diamantového výročí královny Viktorie – 1897
- rytíř velkokříže Řádu lázně, vojenská divize – 21. května 1898[31]
- rytíř-komandér Řádu lázně, vojenská divize – 8. července 1890[31]
- společník Řádu lázně – 17. listopadu 1882[32]
- Královský Viktoriin řetěz – 1902
- Korunovační medaile Eduarda VII. – 9. srpna 1902
- Korunovační medaile Jiřího V. – 1911
- Hvězda 1914 – 1914
- rytíř velkokříže Řádu britského impéria, vojenská divize – 4. června 1917
- Britská válečná medaile – 1918
- Vítězná medaile – 1918
- Nejctihodnější řád sv. Jana Jeruzalémského I. třídy – 10.1 června 1927[33]
- Medaile stříbrného výročí krále Jiřího V. – 6. května 1935
- Korunovační medaile Jiřího VI. – 12. května 1937

### Zahraniční vyznamenání
- Anhaltské vévodství
  -  velkokříž Domácího řádu Albrechta Medvěda – 1890[34]
- Bádenské velkovévodství
  -  rytíř Domácího řádu věrnosti – 7. září 1906[8]
- Bavorské království
  -  rytíř Řádu svatého Huberta[35]
- Belgie
  -  velkokříž Řádu Leopolda – 1873[8]
- Brunšvické vévodství
  -  velkokříž Řádu Jindřicha Lva – 1890[36]
- Černohorské knížectví
  -  velkokříž Řádu knížete Danila I. – 25. března 1897[8]
- Dánsko
  -  rytíř Řádu slona – 10. května 1914[37]
- Ernestinská vévodství
  -  velkokříž Vévodského sasko-ernestinského domácího řádu – 1868[38]
- Etiopské císařství
  -  velkokříž Řádu etiopské hvězdy – 20. srpna 1917[8]
- Francie
  -  velkokříž Řádu čestné legie – 1898
- Hesenské velkovévodství
  -  velkokříž Řádu Ludvíkova – 4. února 1872[39]
  -  Velkovévodský hesenský řád za zásluhy – 18. února 1878[39]
- Italské království
  -  rytíř Řádu zvěstování – 1898[8]
  -  rytíř velkokříže Řádu svatého Mauricia a svatého Lazara – 1898[8]
  -  rytíř velkokříže Savojského vojenského řádu – 20. srpna 1917[8]
- Japonsko
  -  velkokříž Řádu chryzantémy – 1. července 1890[8]
- Meklenbursko
  -  velkokříž se zlatou korunou Domácího řádu vendické koruny – 27. července 1879[40]
- Monako
  -  velkokříž Řádu svatého Karla – 20. srpna 1917[8]
- Nizozemsko
  -  velkokříž Řádu nizozemského lva – 23. srpna 1878[8]
- Norsko
  -  velkokříž s řetězem Řádu svatého Olafa – 13. listopadu 1906[8]
- Osmanská říše
  -  Řád Osmanie I. třídy s diamanty – 17. července 1867[8]
- Portugalské království
  -  velkokříž Řádu věže a meče
- Pruské království
  -  rytíř Řádu černé orlice – 1872[8]
  -  rytíř velkokříže Řádu červené orlice – 1873[8]
  -  Pour le Mérite – 17. listopadu 1882
- Rakousko-Uhersko
  -  velkokříž Královského uherského řádu svatého Štěpána – 1873[41]
- Rumunsko
  -  Řád rumunské koruny I. třídy – 20. srpna 1917[8]
- Ruské impérium
  -  rytíř Řádu svatého Ondřeje
  -  rytíř Řádu svatého Alexandra Něvského
  -  rytíř Řádu bílého orla
  -  Řád svaté Anny I. třídy
  -  Řád svatého Stanislava I. třídy
- Řecko
  -  velkokříž Řádu Spasitele – 5. května 1879[8]
- Španělsko
  -  velkokříž s řetězem Řádu Karla III. – 26. dubna 1876[8]
  -  velkokříž Vojenského záslužného kříže – 1882[8]
  -  rytíř Řádu zlatého rouna – 15. května 1902[42]
- Švédsko
  -  rytíř Řádu Serafínů – 18. července 1873[43]
  -  komtur velkokříže Řádu meče – 15. prosince 1902[8]
  -  rytíř Řádu Karla XIII. – 1905[44]
- Tunisko
  -  velkokomtur Řádu slávy – 1. června 1865
- Württemberské království
  -  velkokříž Řádu württemberské koruny